# 德米特里·多布罗斯科克
德米特里·多布罗斯科克（Dmitriy Dobroskok，1984年3月1日—）是一名俄罗斯男子跳水运动员。曾参加2004年和2008年两届奥林匹克运动会，其中在2008年北京奥运中获得男子双人10米跳台铜牌。